# 용마산로
용마산로(龍馬山路)는 서울특별시 광진구 중곡동 아차산역삼거리에서 서울특별시 중랑구 신내동 신내IC를 잇는 서울특별시의 도로다.

## 노선
- 연한 파란색(■): 국도 제47호선, 서울특별시도 제71호선 중복 구간

| 이름                  | 접속 노선                                     | 소재지     | 소재지 | 비고 |
| --------------------- | --------------------------------------------- | ---------- | ------ | ---- |
| 아차산역삼거리        | 국도 제3호선 서울특별시도 제50호선 (천호대로) | 서울특별시 | 광진구 |      |
| 신성시장입구          | 영화사로 용마산로7길                          | 서울특별시 | 광진구 |      |
| 중곡사거리            | 긴고랑로                                      | 서울특별시 | 광진구 |      |
| 용곡삼거리            | 능동로                                        | 서울특별시 | 광진구 |      |
| 용마산역 용마고가교   |                                               | 서울특별시 | 중랑구 |      |
| 용마한신아파트 교차로 | 서울특별시도 제92호선 (용마터널) 사가정로     | 서울특별시 | 중랑구 |      |
| 중화중학교            |                                               | 서울특별시 | 중랑구 |      |
| 중화중교 교차로       | 상봉로                                        | 서울특별시 | 중랑구 |      |
| 겸재삼거리            | 겸재로 용마산로96길                           | 서울특별시 | 중랑구 |      |
| 면일초등학교          |                                               | 서울특별시 | 중랑구 |      |
| 우림시장 교차로       | 봉우재로 용마공원로                           | 서울특별시 | 중랑구 |      |
| 망우사거리            | 국도 제6호선 국도 제47호선 (망우로)           | 서울특별시 | 중랑구 |      |
| 능산지하차도          |                                               | 서울특별시 | 중랑구 |      |
| 능산삼거리            | 봉화산로                                      | 서울특별시 | 중랑구 |      |
| 신내IC                | 북부간선도로                                  | 서울특별시 | 중랑구 |      |
| 경춘북로와 직결       |                                               |            |        |      |

## 주요 건물 및 시설
- 영미교통 (서울특별시 광진구 용마산로 134)
- 중곡119안전센터 (서울특별시 광진구 용마산로 150)
- 중랑청소년수련관 (서울특별시 중랑구 용마산로 217)
- 중화중학교 (서울특별시 중랑구 용마산로 364)
- 경성여객 (서울특별시 중랑구 용마산로 380)
- 용마문화복지센터 (서울특별시 중랑구 용마산로 393)
- 망우3동주민센터 (서울특별시 중랑구 용마산로 461)
- 망우119안전센터 (서울특별시 중랑구 용마산로 524)
- 새한택시 (서울특별시 중랑구 용마산로 571)